# ويلوبروك (كاليفورنيا)
ويلوبروك (بالإنجليزية: Willowbrook CDP, California)‏ هي منطقة سكنية تقع بولاية كاليفورنيا في الولايات المتحدة. تبلغ مساحتها 9.765 كم2، وترتفع عن سطح البحر 29 م، بلغ عدد سكانها 35,983 نسمة في عام 2010 حسب إحصاء مكتب تعداد الولايات المتحدة وتصل الكثافة السكانية فيها 3,684.9 نسمة لكل كيلومتر مربع (9,543.8/ميل2).

## التركيبة السكانية
حدّد مكتب تعداد الولايات المتحدة بيانات التركيبة السكانية لويلوبروك في تعداد الولايات المتحدة. في ما يلي، التركيبة السكانية حسب تعدادي 2000 و2010.

### تعداد عام 2000
بلغ عدد سكان ويلوبروك 34,138 نسمة بحسب تعداد عام 2000، وبلغ عدد الأسر 8,476 أسرة وعدد العائلات 6,821 عائلة مقيمة في المنطقة السكنية. في حين سجلت الكثافة السكانية 3,496 نسمة لكل كيلومتر مربع (9,054.6/ميل2). وبلغ عدد الوحدات السكنية 9,042 وحدة بمتوسط كثافة قدره 926 لكل كيلومتر مربع (2,398.3/ميل2).
وتوزع التركيب العرقي للمنطقة السكنية بنسبة 16.06% من البيض و44.91% من الأمريكيين الأفارقة و0.72% من الأمريكيين الأصليين و0.27% من الأمريكيين ذوي الأصول الآسيوية و0.13% من سكان جزر المحيط الهادئ و34.98% من الأعراق الأخرى و2.94% من عرقين مختلطين أو أكثر و53.60% من الهسبانيون أو اللاتينيون من أي عرق.
بلغ عدد الأسر 8,476 أسرة كانت نسبة 59% منها لديها أطفال تحت سن الثامنة عشر تعيش معهم، وبلغت نسبة الأزواج القاطنين مع بعضهم البعض 42.5% من أصل المجموع الكلي للأسر، ونسبة 29.9% من الأسر كان لديها معيلات من الإناث دون وجود شريك، بينما كانت نسبة 8% من الأسر لديها معيلون من الذكور دون وجود شريكة وكانت نسبة 19.5% من غير العائلات. تألفت نسبة 16.1% من أصل جميع الأسر من عدة أفراد يعيشون في نفس المنزل ونسبة 7.8% كانت تتألف من شخص يعيش بمفرده يبلغ من العمر 65 عاماً أو أكثر. وبلغ متوسط حجم الأسرة المعيشية 3.97، أما متوسط حجم العائلات فبلغ 4.35.
بلغ العمر الوسطي للسكان 26.2 عاماً. وكانت نسبة 37.2% من القاطنين تحت سن الثامنة عشر، وكانت نسبة 10.8% بين الثامنة عشر والرابعة والعشرين عاماً، ونسبة 27.6% كانت واقعةً في الفئة العمرية ما بين الخامسة والعشرين والرابعة والأربعين عاماً، ونسبة 14.3% كانت ما بين الخامسة والأربعين والرابعة والستين، ونسبة 8.6% كانت ضمن فئة الخامسة والستين عاماً فما فوق. يوجد لكل 100 أنثى 92.7 ذكر، ويوجد لكل 100 أنثى في الثامنة عشر من عمرها فما فوق 86.4 ذكر.
بلغ متوسط دخل الأسرة في المنطقة السكنية 27,040 دولارًا، أما متوسط دخل العائلة فبلغ 28,089 دولارًا. وكان متوسط دخل الذكور 20,235 دولارًا مقابل 19,881 دولارًا للإناث. وسجل دخل الفرد الخاص بالمنطقة السكنية 8,269 دولارًا. وكانت نسبة 29.9% من العائلات ونسبة 32.5% من السكان تحت خط الفقر، وكان من هؤلاء نسبة 39.6% تحت سن الثامنة عشر ونسبة 18.9% في الخامسة والستين من العمر وما فوق.

### تعداد عام 2010
بلغ عدد سكان ويلوبروك 35,983 نسمة بحسب تعداد عام 2010، وبلغ عدد الأسر 8,721 أسرة وعدد العائلات 7,120 عائلة مقيمة في المنطقة السكنية. في حين سجلت الكثافة السكانية 3,684.9 نسمة لكل كيلومتر مربع (9,543.8/ميل2). وبلغ عدد الوحدات السكنية 9,600 وحدة بمتوسط كثافة قدره 983.1 لكل كيلومتر مربع (2,546.2/ميل2).
وتوزع التركيب العرقي للمنطقة السكنية بنسبة 22.91% من البيض و34.42% من الأمريكيين الأفارقة و0.76% من الأمريكيين الأصليين و0.33% من الأمريكيين ذوي الأصول الآسيوية و0.14% من سكان جزر المحيط الهادئ و38.51% من الأعراق الأخرى و2.92% من عرقين مختلطين أو أكثر و63.86% من الهسبانيون أو اللاتينيون من أي عرق.
بلغ عدد الأسر 8,721 أسرة كانت نسبة 56.4% منها لديها أطفال تحت سن الثامنة عشر تعيش معهم، وبلغت نسبة الأزواج القاطنين مع بعضهم البعض 41.6% من أصل المجموع الكلي للأسر، ونسبة 30.2% من الأسر كان لديها معيلات من الإناث دون وجود شريك، بينما كانت نسبة 9.8% من الأسر لديها معيلون من الذكور دون وجود شريكة وكانت نسبة 18.4% من غير العائلات. تألفت نسبة 15.3% من أصل جميع الأسر من عدة أفراد يعيشون في نفس المنزل ونسبة 6.7% كانت تتألف من شخص يعيش بمفرده يبلغ من العمر 65 عاماً أو أكثر. وبلغ متوسط حجم الأسرة المعيشية 4.08، أما متوسط حجم العائلات فبلغ 4.38.
بلغ العمر الوسطي للسكان 28.2 عاماً. وكانت نسبة 32.8% من القاطنين تحت سن الثامنة عشر، وكانت نسبة 12.5% بين الثامنة عشر والرابعة والعشرين عاماً، ونسبة 26.7% كانت واقعةً في الفئة العمرية ما بين الخامسة والعشرين والرابعة والأربعين عاماً، ونسبة 20% كانت ما بين الخامسة والأربعين والرابعة والستين، ونسبة 8.1% كانت ضمن فئة الخامسة والستين عاماً فما فوق. وتوزع التركيب الجنسي للسكان بنسبة 47.9% ذكور و52.1% إناث.